# خوسيه لويس روميرو (صحفي)
خوسيه لويس روميرو (بالإسبانية: José Luis Romero)‏ هو صحفي مكسيكي، ولد في 1967، وتوفي في 30 ديسمبر 2009.